# Constantinos Paparregopoulus
Constantinos Paparrigopoulos (em grego: Κωνσταντίνος Παπαρρηγόπουλος; 1815 - 14 de abril de 1891) foi um historiador grego, considerado o fundador da historiografia grega moderna. Ele é o fundador do conceito de continuidade histórica da Grécia desde a antiguidade até o presente, estabelecendo a divisão tripartite da história grega em antiga, medieval e moderna, e procurou deixar de lado as visões predominantes na época de que o Império Bizantino era um período de decadência e degeneração.
Paparrigopoulos introduziu esta divisão em seu ensino na Universidade de Atenas. Sua principal obra é a História da Nação Grega em vários volumes (Ιστορία του Ελληνικού Έθνους), cobrindo a história dos gregos desde os tempos antigos até os tempos modernos, e notavelmente incluindo a Idade Média grega como parte da história nacional da Grécia. Ele também é conhecido por combater vigorosamente as teorias de Jakob Philipp Fallmerayer sobre as origens raciais dos gregos. Ele foi o primeiro historiador que conseguiu demonstrar que a teoria de Fallmerayer era falsa.

## Publicações

### Grego
- Περί της εποικήσεως Σλαβικών τινών φυλών εις την Πελοπόννησον, Atenas 1843 ("Sobre o assentamento de algumas tribos eslavas no Peloponeso")
- Το τελευταίον έτος της ελληνικής ελευθερίας, Atenas 1844 ("O Último Ano da Liberdade Grega")
- Στοιχεία της Γενικής Ιστορίας κατά το σύστημα του Γάλλου Λευί, Atenas 1845 ("Elementos da história geral segundo o sistema do francês Lévi")
- Εγχειρίδιον Γενικής Ιστορίας, Atenas 1849 ("Manual de História Geral")
- Ιστορία του Ελληνικού Έθνους από των αρχαιοτάτων χρόνων μέχρι της σήμερον, Atenas 1860–1874 ("História da Nação Grega dos Tempos Mais Antigos ao Presente") Edição 1932 Volumes 1 – 6
- Γεώργιος Καραϊσκάκης, Atenas 1867 ("Georgios Karaiskakis")
- Ιστορικαί πραγματείαι, Atenas 1889 ("Tratados Históricos")

### Francês
- Histoire de la Grece Moderne. Guerre de l'Indépendance. Par Th. C. Tchocan, traduction du Grec de l'Histoire de M. C. Paparrigopoulos. Atenas 1858